# سين ملمال دارداست (قصيدة)
سين ملمال دارداست أو قلبي مليء بالألم هي قصيدة غزل من تسعة أبيات للشاعر الفارسي حافظ الشيرازي في القرن الرابع عشر. ورقمها 470 في طبعة محمد قزويني وقاسم غني (1941) ورقم 461 في طبعة برويز ناتل خانلاري (1983). في هذه القصيدة، يصف حافظ عذاب رغبته في الحب ويدعو إلى النبيذ لتخفيف آلامه. في الأبيات 3 و5-7، يذكّر المستشار الروحي حافظ بأن مثل هذه العذابات هي مرحلة ضرورية على طريق الحب.
وقد أثارت هذه القصيدة اهتمام المعلقين بسبب لغتها الصوفية الواضحة، وتمت مقارنتها بغزل الشيرازي التركي الأكثر شهرة (رقم 3 في المجموعة) بسبب الضوء الذي قد تلقيه على تفسير تلك القصيدة. وقد أثار ذكر "التركي السمرقندي" في هذه القصيدة (إشارة محتملة إلى الفاتح تيمورلنك) جدلًا واسعاً بين العلماء.

## القصيدة
النص المذكور أدناه هو نص محمد القزويني وقاسم غني (1941)، وهو النص الأكثر اقتباسًا. ومع ذلك، تحتوي المخطوطات المختلفة على نصوص مختلفة. ومن أهم هذه الاختلافات أن البيت 8 في بعض المخطوطات يوجد بعد البيت 2؛ وهناك أيضًا عدد من الاختلافات المختلفة لهذه البيت نفسها.
يمكن العثور على الترجمات الحرفية للقصيدة في كلارك (1891)، المجلد 2، ص. 885، وفي بشيري (1979).
1
سینه مالامال درد است ای دریغا مرهمی
دل ز تنهایی به جان آمد خدا را همدمی
صدري مليء بالألم، يا للأسف، دواء!
قلبي يموت من الوحدة، بالله عليك (أرسل) رفيقًا!
2
چشم آسایش که دارد از سپهر تیزرو
ساقیا جامی به من ده تا بیاسایم دمی
من الذي يرتاح من حركة السماء السريعة؟
يا حامل الكأس أعطني كأساً لأرتاح قليلاً!
3
زیرکی را گفتم این احوال بین خندید و گفت
صعب روزی بوالعجب کاری پریشان عالمی
قلتُ لحكيمٍ: انظر إلى هذه الأحوال، فضحك وقال:
"يوم صعب، أمر غريب، عالم محير!"
4
سوختم در چاه صبر از بهر آن شمع چگل
شاه ترکان فارغ است از حال ما کو رستمی
لقد احترقت في بئر الصبر بسبب شمعة تشيجل؛
ملك الترك لا يهتم بحالتي، أين رستم؟
5
در طریق عشقبازی امن و آسایش بلاست
ریش باد آن دل که با درد تو خواهد مرهمی
في طريق الحب الأمن والراحة كارثة!
فليكن ذلك القلب مجروحًا، لأنه يعاني من ألمك، ويبحث عن علاج.
6
اهل کام و ناز را در کوی رندی راه نیست
رهروی باید جهان سوزی نه خامی بی‌غمی
لا يوجد مدخل في شارع الفجور إلا لمن يبحث عن المتعة؛
لا بد من وجود مسافر، مسافر يحرق العالم، وليس مسافرًا خامًا بلا حزن.
7
آدمی در عالم خاکی نمی‌آید به دست
عالمی دیگر بباید ساخت و از نو آدمی
في عالم الغبار لا يصل إليه إنسان؛
من الضروري بناء عالم آخر، وصنع آدم جديدًا.
8
خیز تا خاطر بدان ترک سمرقندی دهیم
کز نسیمش بوی جوی مولیان آید همی
انهضوا حتى نتمكن من تقديم إخلاصنا لذلك التركي السمرقندي،
فمن نسيمه تنبعث رائحة نهر موليان.
9
گریه حافظ چه سنجد پیش استغنای عشق
کاندر این دریا نماید هفت دریا شبنمی
ما وزن دموع حافظ أمام وفرة الحب؟
حيث أن البحار السبعة في هذا البحر لا تظهر إلا كقطرة ندى ليلية صغيرة.

## قراءة إضافية
- بشيري، إيراج (1979). "حافظ الشيرازي التركي: وجهة نظر بنيوية" ، العالم الإسلامي ، 69، 979، ص. 178–97، 248–68.
- دي بروين، JTP (2000، محدث 2012). "غزال التاريخ"، الموسوعة الإيرانية ، المجلد العاشر، ص. 354–358
- كلارك، هـ.و. (1891). ديوان الحافظ ، المجلد 2، ص. 885.
- إنجينيتو، دومينيكو (2018). "التركي الشيرازي لحافظ": مقاربة جيوشعرية" . الدراسات الإيرانية ، خاصة الصفحات 23-28.
- لويس، فرانكلين (2002 (2012)). "حافظ الثامن. حافظ ورندي" . الموسوعة الإيرانية على الإنترنت .
- نعمت اللهي، نرجس (2018) "المعنى الحقيقي لكأس جمشيد: قراءات رمزية في العصور الوسطى وما قبل الحديثة للشاهنامه" . ورقة بحثية مقدمة إلى جمعية دراسات الشرق الأوسط 2018.
- يارشاتر، إحسان (2016) "الغزل الثاني: الخصائص والاتفاقيات" ، موسوعة إيرانيكا ، الطبعة الإلكترونية.
- يوسفي، غلام حسين (1990). تشيجل . الموسوعة الإيرانية على الإنترنت.

## روابط خارجية
- نص فارسي وتلاوات بقلم فريد حامد وسهيل قاسمي.
- سين مالامال . تلاوة مع الموسيقى، أحمد قدرتي بور.
- قصيدة غناها محمد رضا شجريان بأسلوب تقليدي . (تبدأ الكلمات عند 3:28).
- النسخة الخطية للقصيدة.